# Mónica Naranjo (album)
Mónica Naranjo è il primo album della cantante spagnola Mónica Naranjo. L'album è stato pubblicato nel 1994.

## Tracce
1. El amor coloca
2. Sola
3. Óyeme
4. Supernatural
5. Dame tu calor
6. Fuego de pasión
7. Llorando bajo la lluvia
8. Solo se vive una vez
9. Hoy la luna sale para mí
10. Amor es solo amar